# Philippa Schuyler
Pour les articles homonymes, voir Schuyler.
Philippa Duke Schuyler (2 août 1931 - 9 mai 1967) est une pianiste et correspondante de guerre américaine.

## Une enfance particulière
Philippa est la fille de George S. Schuyler, homme politique noir américain, et d'une texane blanche, Josephine Cogdell. 
Sa mère, l'a élevée de manière très excentrique et son enfance n'a pas été simple. Les méthodes d'éducation de sa mère étaient vraiment particulières : elle croyait dur comme fer que le génie se développait mieux dans le cadre d'un régime à base de nourriture crue. Philippa a donc été élevée à base de pois, de carottes et d'ignames crus, agrémentés d'huile de foie de morue et de citron.

## Une carrière courte
Elle joua essentiellement en Europe quittant les États-Unis dès que possible, à la trentaine elle arrêta le piano pour devenir journaliste comme son père et a été correspondante au Vietnam durant la guerre. 
Elle est morte à Da Nang, noyée à la suite d'un crash d'hélicoptère qui évacuait des orphelins vietnamiens (mission dans laquelle elle s'était engagée).
En mémoire de cette femme exceptionnelle, une école : la « Philippa Schuyler Middle School (en) », pour enfants doués et talentueux préserve la mémoire de l'enfant prodige en donnant un enseignement orienté vers l'art aux enfants de New-York (à Brooklyn).

## Écrits
Philippa Schuyler est l'auteure de cinq essais :
- Adventures in Black and White, préface de Deems Taylor, New York, R. Speller, 1960.
- Who Killed the Congo?, New York, Devin-Adair, 1962.
- Jungle Saints: Africa's Heroic Catholic Missionaries, Rome, Verlag Herder, 1963.
- avec Josephine Schuyler, Kingdom of Dreams, New York, R. Speller, 1966.
- Good Men Die, New York, Twin Circle, 1969.